# Utzenstorf
Utzenstorf é uma comuna da Suíça, situada no distrito administrativo de Emmental, no cantão de Berna. Tem 16,94 km² de área e sua população em 2018 foi estimada em 4.331 habitantes.